# فولكان (كوكب مفترض)

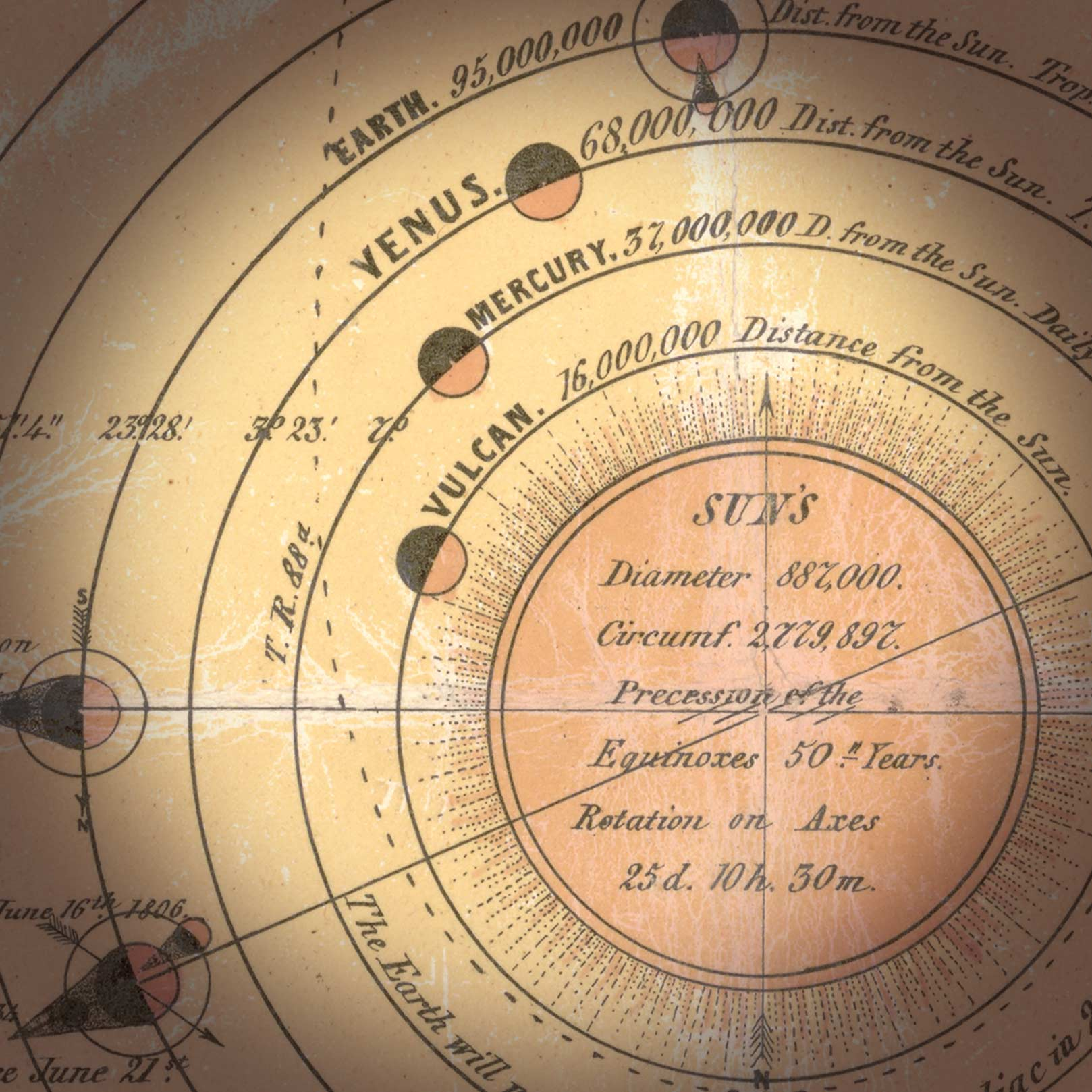

فولكان هو كوكب مفترض صغير الذي اقتُرح ليكون موجودا في مدار بين عطارد والشمس. كمحاولة لشرح خصائص مدار عطارد، افترض عالم الرياضيات الفرنسي أوربان لوفيريي في القرن ال19 أنه كان نتيجة لكوكب آخر، والذي سماه «فولكان».أصبح عدد من المحققين الشرفاء مشاركين في البحث عن فولكان، ولكن لم يوجد مثل هذا الكوكب من قبل، والآن تم شرح خصائص مدار عطارد من خلال نظرية ألبرت آينشتاين في النسبية العامة. فشلت بحوث البيانات التي تم جمعها عن طريق المركبتين الفضائيتين (ستيريو) التي تمتلكهما ناسا في العثور على أي كويكبات مستقرة في المدار (فولكانويدات) التي كان يمكن أن تمثل تفسيرا للملاحظات المزعومة عن فولكان. ومن المشكوك فيه أن يكون هناك أي (فولكانويدات) أكبر من 5.7 كيلومتر (3.5 ميل) في قطر الدائرة. يوجد هناك كويكبات أكبر من عطارد، الكويكب 2007 EB26، الذي يمتد المحور الشبه العملاق لمداره إلى (82.000.000 كم؛ 51000000 ميل) AU0.55 يمتلك هذا الكويكب أصغر محور شبه عملاق معروف لأي جسم معروف يدور حول الشمس.

## منازعة من أجل الوجود
في عام 1840، اقترح فرانسوا أراغو، مدير مرصد باريس، إلى عالم الرياضيات الفرنسي أوربان لوفيري أن يعمل في موضوع حركة كوكب عطارد المدارية حول الشمس. وكان الهدف من هذه الدراسة هو بناء نموذج مبني على قوانين إسحق نيوتن للحركة والجاذبية. بحلول عام 1843، نشر ليفيرير نظريته المؤقتة بخصوص الموضوع، والتي كان يمكن اختبارها خلال عبور عطارد عبر وجه الشمس في 1843. كما اتضح، فشلت توقعات نظرية (لي فيرير) لتتناسب مع الملاحظات.
جدد (لوفيري) عمله، وفي عام 1859، نشر أكثر من خلال دراسة حركة عطارد. ويستند هذا على مجموعة من الملاحظات الظهرية لهذا الكوكب، بالإضافة إلى 14 عبور. دقة هذه الدراسة تعني أن أي خلافات من الملاحظة قد تكون ناجمة عن بعض العوامل المجهولة. في الواقع، لا يزال هناك بعض التناقض. خلال مدار عطارد، إنه تقدم الحضيض الشمسي من خلال كمية صغيرة بكل مدار، تسمى تقنيا تقدم الحضيض الشمسي. الظاهرة متوقعة بواسطة الميكانيكا التقليدية، ولكن القيمة الملحوظة تختلف عن القيمة التي تم التنبؤ بها بقيمة صغيرة تعادل 43 ثانية قوسية في القرن.
افترض لي فيرير أن التقدم الزائدة يمكن تفسيره بوجود كوكب صغير داخل مدار كوكب عطارد، واقترح اسم «فولكان» لهذا الكوكب. في الميثولوجيا الرومانية، كان فولكان إله النار النافع والضار باستخدام النار، بما في ذلك إطلاق النار من البراكين، وكان هذا السبب ليكون هذا الاسم مناسبا لكوكب على مقربة من الشمس. نجاح (لي فيرير) مؤخرا في اكتشاف كوكب نبتون  باستخدام نفس التقنيات أقرض صحة ادعائه، وحاول علماء الفلك في جميع أنحاء العالم أن يراقبوا كوكب جديد هناك، ولكن لا شيء وُجد أبدا.

## البحث
في ديسمبر 1859، تلقى (لي فيرير) رسالة من الطبيب الفرنسي وعالم الفلك الهاوي ادمون موديست ليسكاربولت، الذي ادعى رؤية عبور كوكب مفترض في وقت سابق من العام.أخذ لي فيرير القطار إلى قرية أورجيريس-أون-بوس، نحو 70 كيلومترا إلى الجنوب الغربي من باريس، حيث بنى ليسكاربولت لنفسه مرصد صغير. وصل (لي فيرير) ولم يعلن عن نفسه مسبقا، وباشر في التحقيق مع الرجل.
وصف ليسكاربولت بالتفصيل، كيف لاحظ في 26 مارس 1859، وجود نقطة سوداء صغيرة على وجه الشمس، حيث كان يدرس مع نظيره المتواضع 3.75 بوصة (95 مم) المنكسر. مفكرا في أن تكون الموضع الشمسي، ولم يفاجأ ليسكاربولت في البداية، ولكن بعد أن مر بعض الوقت أدرك أنه كان يتحرك. وبعد أن لاحظ عبور عطارد في عام 1845، رجح أن ما كان يراقبه هو عبور آخر، لكن لجسم غير مكتشف سابقا. أخذ بعض القياسات الطائشة لوضعها واتجاه الحركة الخاص بها، واستخدم ساعة قديمة والبندول الذي أخذ نبض هدوءه، وقدر مدة العبور في 1 ساعة و 17 دقيقة و 9 ثواني.
كان ليفرير مقتنعا بأن ليسكاربولت قد شهد عبور كوكب لم يكن معروفا سابقا. في 2 يناير 1860 أعلن عن اكتشاف فولكان في اجتماع لأكاديمية العلوم في باريس.من أجل دور ليسكاربولت، تم منحه وسام الشرف، ودعي للمثول أمام العديد من الجمعيات العلمية.
لم يتقبل الجميع صحة «اكتشاف» ليسكاربولت، ومع ذلك. الفلكي الفرنسي البارز، ايمانويل لايس، الذي كان يعمل لحساب الحكومة البرازيلية في ريو دي جانيرو في عام 1859، ادعى دراسة سطح الشمس باستخدام تلسكوب مرتين وقال هذا الكلام بقوة كما فعل ليسكاربولت في نفس اللحظة التي قال فيها ليسكاربولت أنه لاحظ عبورا غامضا. وبالتالي، كان لايس «في حالة إنكار، بطريقة أكثر إيجابية، لمرور هذا الكوكب على الشمس في الوقت المحدد».
على أساس «عبور» ليسكاربولت، قام ليفرير بحساب مدار فولكان: من المفترض أن يدور حول الشمس في مدار شبه دائري على مسافة 21 مليون كيلو متر، أو 0.14 وحدة فلكية. كانت فترة الدوران 19 أيام و 17 ساعة، وكان المدار مائلا لحركة الشمس بمقدار 12 درجة و 10 دقيقة (درجة لا تصدق من الدقة). كما تم رؤيته من الأرض، وكان تمدد فولكان الأكبر من الشمس 8 درجات.
، وبدأت العديد من التقارير التي لا يمكن الاعتماد عليها في الوصول إلى ليفرير من هواة آخرين ادعوا رؤية عبوررات غير مفسرة. بعض هذه التقارير أشارت إلى الملاحظات التي أبديت قبل عدة سنوات، ولم تكن الكثير منها مؤرخة كما ينبغي. مع ذلك، واصل ليفرير العبث بعوامل مدارات فولكان كما وصلت إليه كل رؤية جديدة. وكثيرا ما أعلن عن مواعيد عبور فولكان في المستقبل، وعندما فشلت تلك المواعيد في التتحقق، قام بالعبث بالعوامل أكثر قليلا.
من بين المراقبين الذين زعموا في وقت سابق عن فولكان، التاليين هم أبرزهم:
جرويثهويسن، في 26 يونيو 1819، ذكر رؤية «اثنين من المواقع الصغيرة... على الشمس، كرويتان، سوداوتان وغير متساويتان في الحجم»
باستورف، في 23 أكتوبر 1822 و 24 و 25 يوليو 1823، ست مرات في عام 1834، يوم 18 أكتوبر عام 1836، 1 نوفمبر 1836 ويوم 16 فبراير 1837، ادعى أيضا رؤية موقعين. الأكبر كان بعد 3 ثوان قوسية، والأصغر 1.25 ثوان قوسية.
بعد فترة وجيزة 8:00 صباح يوم 29 يناير 1860، زعم فار روسل وثلاثة أشخاص آخرين عبور لكوكب داخل عطارد من لندن. المراقب الأمريكي، ريتشارد كوفينغتون، ادعى بعد سنوات عديدة رؤية واضحة لتقدم بقعة سوداء عبر قرص الشمس حوالي عام 1860، عندما كان يتمركز في مقاطعة واشنطن.
لم يتم إجراء أية «ملاحظات» بخصوص فولكان في عام 1861. ثم، في صباح يوم 22 مارس 1862، 08:00 حتى 09:00 بتوقيت غرينتش، عالم الفلك الهاوي الآخر، وهو السيد (لوميس) من مانشستر، إنجلترا، الذي شهد عبورا. زميله الذي حيث أنذر بأنه أيضا شهد الحدث.بناء على تقارير هذين الرجلين، واثنين من علماء الفلك الفرنسيين، بنجامين فالز ورودولف رادايو، اللذان قاما باستقلالية بحساب الفترة المدارية المفترضة للجسم، مع فالز باشتقاق الرقم إلى 17 يوما و 13 ساعة، ورادايو اشتق الرقم إلى 19 يوما و 22 ساعة.
في 8 مايو 1865 الفلكي الفرنسي آخر، أريستيد كومباري، لاحظ عبورا غير متوقع من إسطنبول، بتركيا.
بين 1866 و 1878 لم يتم إجراء أية ملاحظات يمكن الاعتماد عليها بخصوص الكوكب الافتراضي. ثم، أثناء الكسوف الكلي للشمس في 29 يوليو 1878، ادعى اثنين من علماء الفلك ذوي الخبرة، والبروفيسور جيمس كريغ واتسون، ومدير المرصد آن أربور في ميتشيغان، ولويس سويفت، أحد الهواة من روتشستر، بنيويورك، رؤية نوع من كوكب فولكان قريب من الشمس. واتسون، كان يقوم بمراقبة الانفصال، وايومنغ، وضع الكوكب حوالي 2.5 درجة جنوب غرب الشمس، وقدرت حجمه ب4.5. وسويفت، الذي كان يراقب الكسوف من موقع قرب دنفر، بكولورادو، رأى ما أخذه ليكون كوكب داخل عطارد بحوالي 3 درجات جنوب غرب الشمس. وقدر لمعانه بأن يكون نفسه كما في ثيتا كانسري، النجم الخامس على مقياس ريختر والذي كان أيضا مرئيا خلال مجمل نحو ست أو سبع دقائق من «الكوكب». كان ثيتا كانسري والكوكب قريبان جدا في الخط مع مركز (الشمس - واتسون) وكان سويفت بصفة مراقب ممتاز. وكان واتسون قد اكتشف بالفعل أكثر من عشرين كويكب، أما بالنسبة لسويفت فقد تم تسمية عدة مذنبات على اسمه . وصف الاثنان لون كوكبهم الافتراضي داخل عطارد باللون «الأحمر». ذكر واتسون أن الكوكب كان لديه قرصا غير مشابه للنجوم، والتي تظهر في التلسكوبات بأنها مجرد نقطة من الضوء والتي أشارت مرحلته أنها كانت تقترب متفوقة في التزامن. إنها بكل بساطة «الملاحظات المعتمدة» الأكثر من زعم الكواكب داخل عطارد. على مدى نصف قرن أو أكثر، حاول العديد من المراقبين الآخرين العثور على فولكان الافتراضي. قد تم إثارة العديد من الإنذارات الزائفة التي أنشأتها المواضع الشمسية المستديرة التي تشبه إلى حد كبير الكواكب في العبور. خلال كسوف الشمس، والنجوم على مقربة من الشمس أن تكون الكواكب. عند نقطة واحدة، للتوفيق بين الملاحظات المختلفة، على الأقل تم افتراض كوبين من كواكب عطارد الداخلية .

## الاستنتاج
توفي ليفرير في عام 1877، واثقا من نهاية اكتشاف كوكب آخر. مع فقدان مؤيد الاكتشاف الرئيسي، مع ذلك، قل البحث عن فولكان. بعد سنوات عديدة من البحث، وعلماء الفلك يشككون بجدية في وجود الكوكب.
في عام 1915 نظرية النسبية لأينشتاين، هو نهج مختلف تماما لفهم الجاذبية من الميكانيكا الكلاسيكية، تم حل المشكلة. توقعت معادلاته بالضبط الكمية الملحوظة للحضيض الشمسي لعطارد دون أي لجوء إلى وجود فولكان الافتراضي. عدلت النظرية الجديدة المدارات المتوقعة لجميع الكواكب، ولكن مقدار الاختلافات من النظرية النيوتونية يقل بسرعة كما يصبح جسم مبتعدا أكثر من الشمس. أيضا، مدار عطارد الغير مألوف إلى حد ما يجعل من الأسهل بكثير الكشف عن تحول الحضيض الشمسي مما هو عليه الحال بالنسبة للمدارات الدائرية القريبة الخاصة بكوكبي الزهرة والأرض.

## الفولكانويدات (الكويكبات)
من الصعب مراقبة كوكب داخل مدار كوكب عطارد، منذ أن وجب على التلسكوب أن يشير قريب جدا من الشمس، حيث السماء مظلمة فقط أثناء الكسوف الشمسي. أيضا، خطأ في الإشارة بالتلسكوب يمكن أن يؤدي إلى ضرر للبصريات، وإصابة المراقب. الكمية الهائلة من الضوء الموجودة حتى بعيدا جدا من الشمس يمكن أن تنتج الأفكار الخاطئة داخل البصريات، وبالتالي خداع المراقب في رؤية الأشياء التي لا وجود لها.
قد تكون أفضل إستراتيجية للمراقبة هي مراقبة قرص الشمس من أجل عبور ممكن، ولكن سيمكن رؤية العبور فقط من الأرض موفرا لمدارات الجسم قرب كافي بالنسبة لمستوى حركة الشمس. يمكن أن ينظر إلى A، بقعة مظلمة صغيرة لتتحرك عبر قرص الشمس، كما يحدث مع عبور عطارد والزهرة.
في عام 1915، عندما شرح أينشتاين بنجاح الشذوذ الظاهر في مدار عطارد، أهمل معظم الفلكيين البحث عن فولكان. وهناك عدد قليل، ومع ذلك، لا يزال مقتنعا بأن ليست كل الملاحظات المزعومة عن فولكان لا أساس لها. ومن بين هؤلاء كان هنري C كورتن، من كلية داولنغ، بنيويورك. دراسة لوحات الصور الفوتوغرافية للكسوف الشمسي في عام1970، اكتشف هو ورفاقه عدة أشياء تبدو وكأنها تدور في مدارات قريبة من الشمس. حتى بعد تبرير النتائج، شعرت كورتن أن سبعة على الأقل من الأجسام كانت حقيقية.
كورتن يعتقد أن الكويكب داخل عطارد في قطر بين 130 و 800 كيلومترا كان يدور حول الشمس على مسافة حوالي 0.1 AU. وأوصلته صور أخرى على لوحات الكسوف إلى افتراض وجود حزام الكويكبات بين عطارد والشمس.
لم يتم إثبات أي من هذه الادعاءات إلا بعد أكثر من أربعين عاما من المراقبة. لقد كان حدسا، مع ذلك، فإن بعض هذه الأجسام وغيرها من الأجسام المزعومة داخل مدار عطارد قد تكون موجودة، إنها ليست أكثر من مذنبات لم تكن معروفة سابقا أو كويكبات الصغيرة. اليوم، يستمر البحث على ما يسمى بالكويكبات (فولكانويد)، والتي يعتقد أنها موجودة في المنطقة حيث تم البحث عن فولكان .لم يتم العثور على شئ بعد، وتم اسبعاد عمليات البحث عن أي من هذه الكويكبات الأكبر من 6 كم. لم يكتشف سوهو ولا ستيريو أي كوكب داخل مدار كوكب عطارد.